# Automotrice FNM Md. 520
Le automotrici Md. 520 erano un gruppo di automotrici diesel che fecero servizio negli anni intorno alla seconda guerra mondiale sulla rete delle Ferrovie Nord Milano.
Le automotrici furono costruite in 3 unità (Md. 520.01 ÷ 03) dalla Breda di Milano, ed erano molto simili alle coeve ALn 556.2000, costruite dalla stessa azienda per le Ferrovie dello Stato.
Le Md. 520 furono inizialmente destinate alla linea Saronno-Varese-Laveno; in seguito all'estendersi del programma di elettrificazione (completato nel 1955) furono cedute alla Ferrovia Centrale Umbra.